# Визуальная Библия: Евангелие от Матфея
«Визуальная Библия: Евангелие от Матфея» (англ. The Visual Bible: Matthew) — кинофильм 1993 года, рассказывающий историю жизни Иисуса по Евангелию от Матфея. Фильм был снят южноафриканским режиссёром Регартом ван ден Бергом, роль Матфея, от лица которого ведётся повествование, исполнил Ричарда Кили, Брюс Марчиано сыграл роль Иисуса. Марчиано изображает Иисуса как радостного человека с чувством юмора и одновременно как Сына Божьего, в глазах которого видна бесконечная любовь.
Фильм был переведён на различные иностранные языки, включая испанский, кантонский и мандарин.

## Сюжет
В Палестине во времена Римской империи, Иисус Христос путешествовал по стране со своими учениками, проповедовал людям о Боге, спасая их души и исцеляя больных. Он утверждал, что является сыном Бога и что он есть Христос, спаситель мира. Его арестовали римляне и распяли. Но Он Воскрес из мертвых через три дня, явившись своим ученикам.

## В ролях
| Актёр             | Роль          |
| ----------------- | ------------- |
| Ричард Кили       | Старый Матфей |
| Брюс Марчиано     | Иисус Христос |
| Геррит Шунховен   | Пётр          |
| Шон Кэмерон Майкл | Фома          |
| Давид Миннаар     | Иуда Искариот |
| Брайан О’Шонесси  | Понтий Пилат  |
| Мэттью Робертс    | Матфей        |
| Джоэнна Вейнберг  | Мария         |
| Тони Капрари      | Иосиф         |